# باول إيستوود
باول إيستوود (بالإنجليزية: Paul Eastwood)‏ هو لاعب دوري الرغبي بريطاني، ولد في 3 ديسمبر 1965 في كينغستون أبون هال في المملكة المتحدة.